# Teesdale
Teesdale war ein District in der Grafschaft Durham in England. Verwaltungssitz und mit Abstand größte Ortschaft war die Stadt Barnard Castle.
Der Bezirk wurde am 1. April 1974 gebildet und entstand aus der Fusion des Urban District Castle Barnard und des Rural District Castle Barnard. Der Rural District Startforth, der ebenfalls hinzukam, umfasste die Gebiete südlich des Flusses Tees und gehörte traditionell zum North Riding of Yorkshire. Am 1. April 2009 wurden neben Teesdale alle Dictricts im County Durham im Zuge der Verwaltungsreform abgeschafft und zur Unitary Authority Durham zusammengefasst.
Von allen gewöhnlichen Districts in England war Teesdale jener mit der geringsten Einwohnerzahl. Nur die City of London und die Scilly-Inseln, die beide einen besonderen Status besitzen, hatten noch weniger Einwohner. Hinter Eden in Cumbria hatte Teesdale zudem die geringste Bevölkerungsdichte.
Die Flora von Teesdale wird im Moorbank Garden der Universität Newcastle dokumentiert und erhalten.
Koordinaten: 54° 33′ N, 1° 56′ W